# 聖何塞德哈查爾

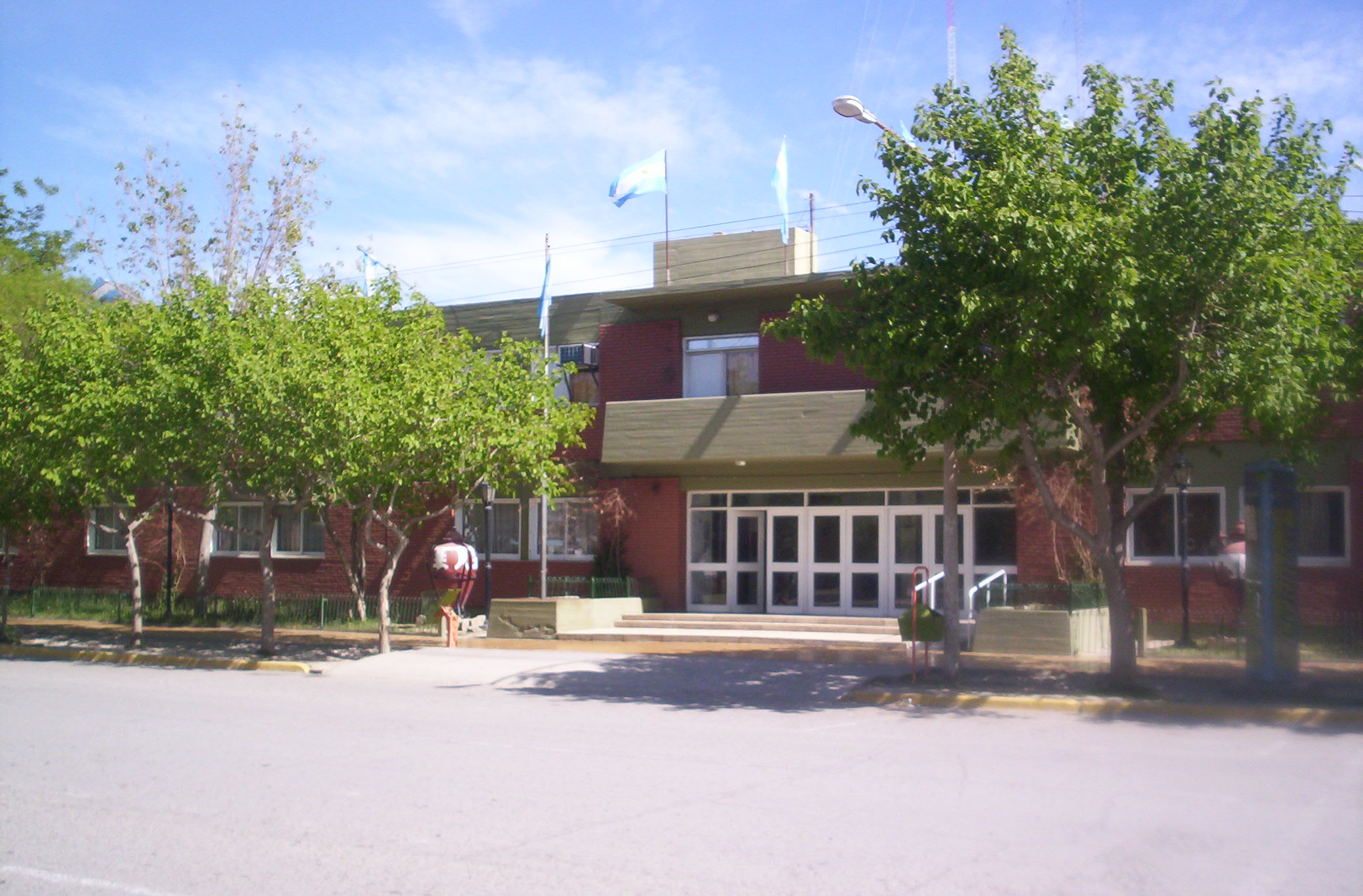

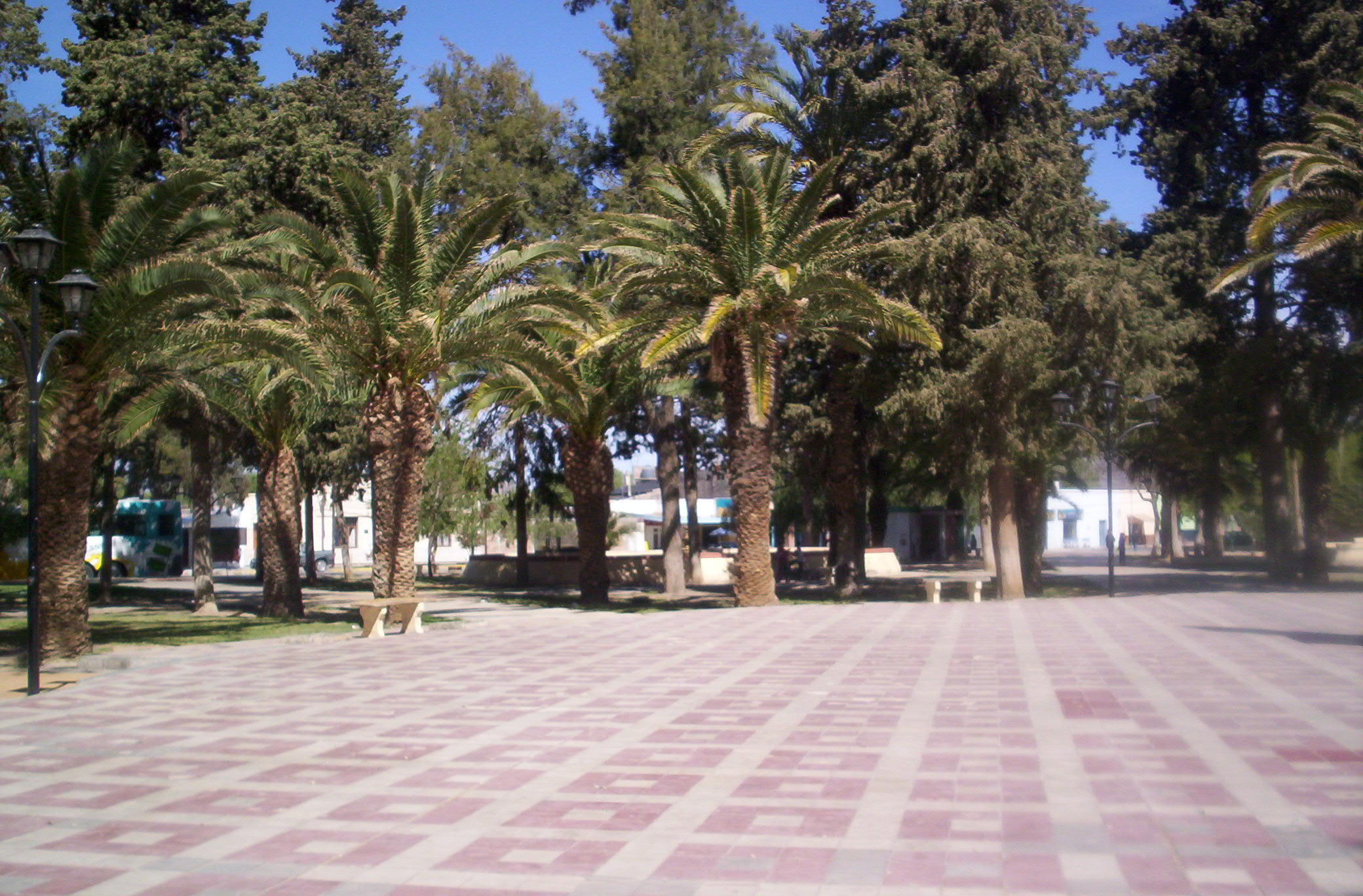

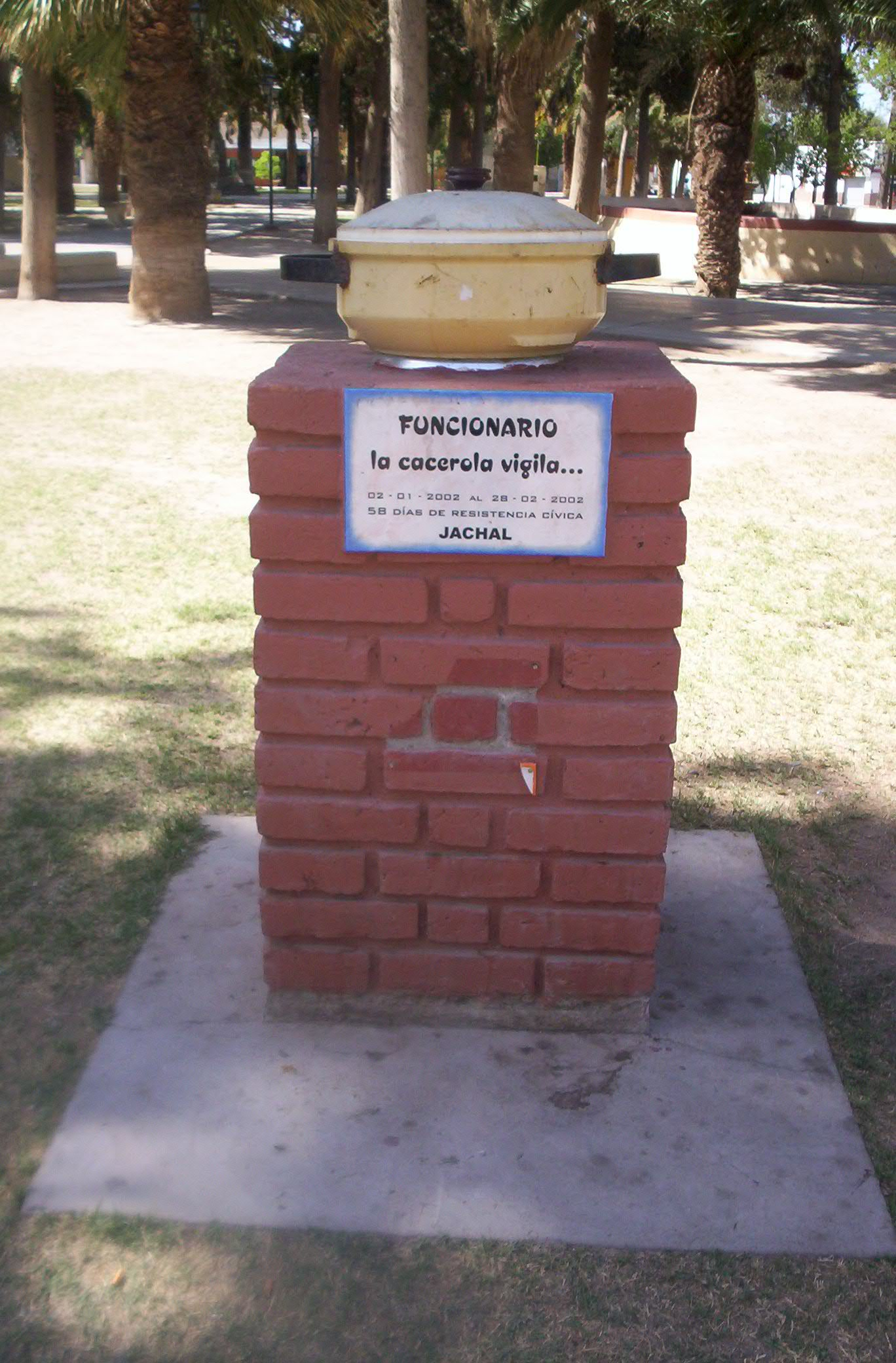

聖何塞德哈查爾（西班牙語：San José de Jáchal），是阿根廷的城鎮，位於該國西部聖胡安省，是哈查爾縣的首府，始建於1751年6月25日，海拔高度1,170米，該地區的地震活動頻繁和低強度，2001年人口10,993。